# Пальмин, Александр Анатольевич
Алекса́ндр Анато́льевич Па́льмин (11 мая 1961 — 12 июня 2019, Санкт-Петербург) — российский скульптор; ректор Санкт-Петербургской художественно-промышленной академии имени А. Л. Штиглица (2009—2014).

## Биография
В 1990 году окончил Ленинградское высшее художественно-промышленное училище имени В. И. Мухиной по кафедре скульптуры (заведующий — А. Г. Дёма); дипломная работа — «Первый Псковский князь Довмонт».
С 1995 года преподавал на кафедре скульптуры Санкт-Петербургской художественно-промышленной академии; в 2009—2014 годы — ректор академии. В последние годы работал также профессором кафедры декоративно-прикладного искусства и дизайна Российского государственного гидрометеорологического университета.
Входил в состав Совета ректоров вузов Санкт-Петербурга и Ленинградской области.
Похоронен на Пундоловском кладбище посёлка Янино.

### Семья
Брат — Владимир, скульптор.
Сын — Владимир Пальмин, скульптор.

## Творчество
Использовал разные материалы — металл, керамику, бронзу, камень; работал в жанрах круглой скульптуры, горельефа, памятного знака, мемориальной доски. В своих работах воплотил образы Александра Невского, П. А. Столыпина, Г. К. Жукова, С. П. Королёва, А. Л. Штиглица и других известных деятелей.
В числе его работ:
- барельеф «Смена» (на внешней стороне стены Московского кремля в Александровском саду)[10];
- мемориальная доска Г. В. Романову (17 мая 2011; на фасаде д. 1/5 по ул. Куйбышева, Санкт-Петербург)[11];
- памятник солдатам Первой мировой войны (август 2015, Псков, набережная реки Великой)[10][12];
- памятник псковичу-солдату (Псков, у дома № 4 по улице Георгиевской)[12].

## Награды
- Благодарность Законодательного Собрания Санкт-Петербурга (2010)[13]
- Почётный работник высшего профессионального образования Российской Федерации (2011)
- Заслуженный художник Российской Федерации (2014)[1].